# Роджер Бойль, 1-й граф Оррери
Роджер Бойль, 1-й граф Оррери (англ. Roger Boyle, 1st Earl of Orrery; 25 апреля 1621 — 16 октября 1679) — англо-ирландский военный и политик, который заседал в Палате общин Англии в 1654—1679 годах. Роджер Бойл участвовал в войнах Ирландской конфедерации (часть Войны трёх королевств) и впоследствии стал известен своей враждебностью к ирландским католикам и их политическим устремлениям. Он также был известным драматургом и писателем о войне 17-го века.
С 1628 по 1660 год носил титул лорда Брогхилла.

## Предыстория
Родился 25 апреля 1621 года в замке Лисмор, родовой резиденции рода Бойль. Третий из оставшихся в живых сыновей Ричарда Бойля (1566—1643), 1-го графа Корка (1620—1643), и его второй жены Кэтрин Фентон (1588—1630), дочери сэра Джеффри Фентона из Дублина. Его назвали в честь первого сына его родителей, который умер в возрасте девяти лет. Он получил титул барона Бойля из Брогхилла в системе пэрства Ирландии 28 февраля 1628 года, за несколько месяцев до своего 7-го дня рождения . Роджер Бойль получил образование в Тринити-колледже в Дублине в 1630 году и в Грейз-Инн в 1636 году. С 1636 по 1639 год он путешествовал за границей во Франции, Швейцарии и Италии, а затем принял участие в Епископских войнах против шотландцев по возвращении домой.

## Восстание и Гражданская война
Роджер Бойль вернулся в Ирландию в начале восстания в 1641 году и сражался вместе со своими братьями против ирландских повстанцев в битве при Лискарролле в сентябре 1642 года. Роджер Бойль и англичане в Ирландии оказались в уязвимом положении из-за начала Гражданской войны в Англии. Хотя первоначально под командованием роялиста маркиза Ормонда (позже Джеймса Батлера, 1-го герцога Ормонда), лорд Брогхилл согласился служить под началом парламентских комиссаров в Корке против ирландских конфедератов. Роджер Бойль сражался вместе с парламентариями вплоть до казни короля Карла I, после чего полностью удалился от государственных дел и поселился в Марстоне в графстве Сомерсет.
Впоследствии Роджер Бойль придумал план, как осуществить Реставрацию династии Стюартов в Англии. По пути за границу, чтобы посоветоваться с королем Карлом II, его неожиданно посетил английский протектор Оливер Кромвель в Лондоне. Кромвель сообщил ему, что его планы хорошо известны совету, и предупредил, чтобы он не настаивал на них. Оливер Кромвель предложил ему командование в Ирландии против мятежников, которое не предполагало никаких обязательств, кроме верной службы. Это было принято.
Помощь Роджера Бойля в Ирландии оказалась неоценимой во время Кромвелевского завоевания Ирландии. Назначенный начальником артиллерии, он вскоре собрал пехоту и конницу, загнал мятежников в Килкенни, где они сдались. Он заставил роялистский гарнизон Корка (английские войска, с которыми он служил ранее в войнах) перейти на сторону парламента. 10 мая 1650 года он полностью разгромил при Макруме ирландцев, двигавшихся на помощь осажденному Корку. После отъезда Оливера Кромвеля в Шотландию Бойль сотрудничал с генералом Генри Айртоном, с которым участвовал в осаде Лимерика. В 1651 году Роджер Бойль разгромил ирландские войска, шедшие на помощь Лимерику под командованием лорда Маскерри, в битве при Нокнаклаши, последней битве ирландских конфедеративных войн, тем самым добившись взятия города.
К этому времени лорд Брогхилл быстро стал другом и последователем Оливера Кромвеля, чьи жесткие меры в Ирландии и поддержка англичан и протестантов приветствовались после политики уступок ирландцам, начатой Карлом I Стюартом. В 1654 году он был возвращен в качестве члена от графства Корк в первый парламент протектората, а в 1656 году — во второй парламент протектората, а также в последнее собрание от Эдинбурга, в котором он избран депутатом. В этом году Роджер Бойль был лордом-председателем совета в Шотландии, где завоевал большую популярность. Он поселился в Эдинбурге, в Старом Морэ-Хаусе. Вернувшись в Англию, он был включён во внутренний кабинет совета Кромвеля и в 1657 году назначен членом новой Палаты лордов. Он был одним из тех, кто больше всего поддерживал принятие Кромвелем королевского титула, и предложил союз между дочерью протектора Фрэнсис и Карлом II Стюартом.

## Реставрация Стюартов
После смерти Оливера Кромвеля Роджер Бойль оказал поддержку его сыну и преемнику Ричарду Кромвелю, но так как он не видел возможности сохранить правительство, то уехал в Ирландию, где, возобновив командование в Манстере, он закрепил остров за Карлом, предвосхитив предложения генерала Монка и пригласив короля высадиться в Корке. В 1660 году Родер Бойль был избран депутатом от Арундела в парламент Конвента, хотя во время выборов он был занят в Ирландии. 5 сентября 1660 года он получил от нового короля Англии Карла II титул 1-го графа Оррери. В том же году он был назначен одним из трёх лордов-судей (Ирландия) и составил акт об урегулировании 1662 года. В 1661 году Роджер Бойль был переизбран депутатом от Арундела в парламент кавалеров. Он основал город Шарлевиль в графстве Корк, недалеко от своего поместья в Брогхилле. Однако его особняк в Брогхилле был сожжен ирландскими войсками ещё до конца века.
Роджер Бойль продолжал исполнять свой пост лорда-президента Манстера до 1668 года, когда подал в отставку из-за разногласий с герцогом Ормондом, лордом-лейтенантом. 25 ноября Палата общин объявила ему импичмент за то, что он «своими собственными полномочиями собирал деньги для подданных его величества», но пророгация парламента королем прервала процесс, который впоследствии не был возобновлен. В 1673 году он был назначен хранителем рукописей (Custos Rotulorum) графства Лимерик, который он занимал до своей смерти.

## Труды Бойля
В дополнение к достижениям лорда Оррери как государственного деятеля и администратора, он приобрел некоторую репутацию писателя и драматурга. Он был автором книг:
- An Answer to a Scandalous Letter ... A Full Discovery of the Treachery of the Irish Rebels (1662), printed with the letter itself in his State Letters (1742)
- Another answer to the same letter entitled Irish Colors Displayed ... also ascribed to him
- Parthenissa, a novel (1651, 1654-56, 1669)
- English-Adventures by a Person of Honor (1676), from which Otway drew his tragedy of the Orphan
- A Treatise of the Art of War (1677), a work of considerable historical value

Нескольких стихотворений, малоинтересных, в том числе и стихов:
- On His Majesty’s Happy Restoration (unprinted)
- On the Death of Abraham Cowley (1677)
- The Dream (unprinted)
- Poems on most of the Festivals of the Church (1681)

Пьес в стихах:
- Henry V (1664), героическая драма
- The Generall (1664), a tragi-comedy. Samuel Pepys, 4 October 1664, called it «so dull and so ill-acted, that I think it is the worst I ever saw or heard in all my days.»
- Mustapha (1665), трагедия
- Tryphon : a tragedy (acted 1668, Printed for H. Herringman, 1669)
- The Black Prince (acted 1667; printed 1669), героическая драма
- Herod the Great (published 1694 but unacted), трагедия
- Altemira (1702), трагедия
- Guzman (1669), комедия
- Mr. Anthony (1690), комедия.

## Семья
27 января 1640/1641 года в Лондоне Роджер Бойль женился на Леди Маргарет Говард (11 февраля 1622/1623 — августа 1689), третьей дочери Теофила Говарда, 2-го графа Саффолка (1584—1640), чье очарование прославлялось Джоном Саклингом в его поэме «невеста». У супругов было два сына и пять дочерей:
- Леди Маргарет Бойль (? — 24 декабря 1683), муж с 1665 года Уильям О’Брайен, 2-й граф Инчикуин[англ.] (ок. 1640—1691/1692)
- Леди Элизабет Бойль (? — 17 октября 1709), муж с 1660 года Фоллиот Вингфилд, 1-й виконт Пауэрскорт[англ.] (1642—1717)
- Леди Барбара Бойль (? — 16 ноября 1682), муж — генерал-майор Артур Чичестер, 3-й граф Донегол[англ.] (1666—1706)
- дочь (имя неизвестно)
- дочь (имя неизвестно)
- Роджер Бойль, 2-й граф Оррери (24 августа 1646 — 29 марта 1682). Был женат на леди Мэри Сэквилл (1647/1648 — 1710), дочери Ричарда Сэквилла, 5-го графа Дорсета.
- Генри Бойль (1648—1693), был женат на леди Мэри O’Брайен, дочери Мурроу O’Брайена, 1-го графа Инчикуина, и Элизабет Сент-Леджер. Отец Генри Бойля, 1-го графа Шеннона (1682—1764).